# Преславська книжна школа

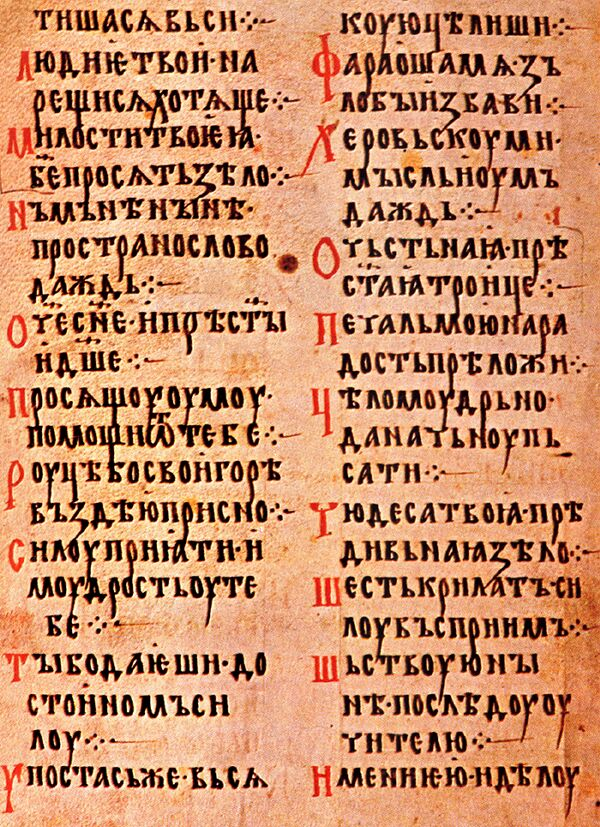
Азбучна молитва. Костянтин Преславський

Преславська книжна школа — одна з перших слов'янських книжних шкіл світу. Заснована Наумом — одним з учнів Кирила і Мефодія, у 886 році в болгарській столиці Плиска. Школа заснована за вказівкою болгарського князя Бориса I, який зустрів з почестями трьох учнів Кирила і Мефодія — Климента, Наума та Ангеларія, що переслідувались німецькими католиками через розповсюдження ними богослужіння слов'янськими мовами серед західних слов'ян. В 893 році Симеон (цар Болгарії) переніс основну діяльність школи до нової болгарської столиці Преслава.
Основною діяльністю у школі була перекладацька діяльність. Тут перекладали Біблію та інші християнські книги на старослов'янську мову. Крім перекладацької діяльності в школі проводилась активна творча, навчальна та художня робота.
Одним з найкращих поетів Преславської книжної школи є Костянтин Преславський, який написав Азбучну молитву.
До видатних діячів школи належать Чорноризець Храбр, Іоанн Екзарх та інші.

## Дивись також
- Охридська книжна школа